# Scopesis frontator
Scopesis frontator är en stekelart som först beskrevs av Carl Peter Thunberg 1822.  Scopesis frontator ingår i släktet Scopesis och familjen brokparasitsteklar. Arten är reproducerande i Sverige. Inga underarter finns listade i Catalogue of Life.